# Diocesi di Phan Thiết
La diocesi di Phan Thiết (in latino Dioecesis Phanthietensis) è una sede della Chiesa cattolica in Vietnam suffraganea dell'arcidiocesi di Hô Chí Minh. Nel 2021 contava 188.856 battezzati su 1.232.267 abitanti. È retta dal vescovo Joseph Đỗ Mạnh Hùng.

## Territorio
La diocesi comprende la provincia di Binh Thuan nel sud del Vietnam.
Sede vescovile è la città di Phan Thiết, dove si trova la cattedrale del Sacro Cuore di Gesù.
Il territorio si estende su 7.943 km² ed è suddiviso in 100 parrocchie.

## Storia
La diocesi è stata eretta il 30 gennaio 1975 con la bolla Arcano Dei di papa Paolo VI, ricavandone il territorio dalla diocesi di Nha Trang.
Il 24 novembre 1983, con la lettera apostolica Fuisse Mariam, papa Giovanni Paolo II ha confermato la Beata Maria Vergine, venerata con il titolo di Madre di Dio, patrona principale della diocesi.

## Cronotassi dei vescovi
Si omettono i periodi di sede vacante non superiori ai 2 anni o non storicamente accertati.
- Paul Nguyễn Văn Hòa † (30 gennaio 1975 - 25 aprile 1975 nominato vescovo di Nha Trang)
  - Sede vacante (1975-1979)
- Nicolas Huỳnh Văn Nghi † (6 dicembre 1979 - 1º aprile 2005 ritirato)
- Paul Nguyễn Thanh Hoan † (1º aprile 2005 succeduto - 25 luglio 2009 dimesso)
- Joseph Vũ Duy Thống † (25 luglio 2009 - 1º marzo 2017 deceduto)
  - Sede vacante (2017-2019)[2][3]
- Joseph Đỗ Mạnh Hùng, dal 3 dicembre 2019

## Statistiche
La diocesi nel 2021 su una popolazione di 1.232.267 persone contava 188.856 battezzati, corrispondenti al 15,3% del totale.
| anno | popolazione | popolazione | popolazione | presbiteri | presbiteri | presbiteri | presbiteri                | diaconi | religiosi | religiosi | parrocchie |
| anno | battezzati  | totale      | %           | numero     | secolari   | regolari   | battezzati per presbitero | diaconi | uomini    | donne     | parrocchie |
| ---- | ----------- | ----------- | ----------- | ---------- | ---------- | ---------- | ------------------------- | ------- | --------- | --------- | ---------- |
| 1979 | 75.000      | 600.000     | 12,5        | 57         | 52         | 5          | 1.315                     |         | 15        | 109       | 43         |
| 1999 | 126.336     | 979.732     | 12,9        | 71         | 65         | 6          | 1.779                     |         | 38        | 214       | 71         |
| 2000 | 134.511     | 1.047.040   | 12,8        | 71         | 65         | 6          | 1.894                     |         | 36        | 224       | 56         |
| 2001 | 135.717     | 1.047.040   | 13,0        | 75         | 71         | 4          | 1.809                     | 5       | 59        | 176       | 60         |
| 2003 | 140.328     | 1.156.428   | 12,1        | 81         | 72         | 9          | 1.732                     |         | 57        | 182       | 64         |
| 2004 | 147.000     | 1.106.012   | 13,3        | 80         | 71         | 9          | 1.837                     |         | 49        | 309       | 64         |
| 2013 | 171.518     | 1.180.300   | 14,5        | 129        | 110        | 19         | 1.329                     |         | 108       | 485       | 77         |
| 2016 | 179.303     | 1.207.389   | 14,9        | 160        | 134        | 26         | 1.120                     |         | 167       | 544       | 93         |
| 2019 | 187.047     | 1.298.970   | 14,4        | 191        | 151        | 40         | 979                       |         | 247       | 797       | 100        |
| 2021 | 188.856     | 1.232.267   | 15,3        | 194        | 158        | 36         | 973                       |         | 165       | 798       | 100        |